# 龍興寺 (新絳県)
龍興寺（りゅうこうじ）は、中華人民共和国山西省運城市新絳県龍興鎮北大街にある仏教寺院。

## 歴史
唐の時代に設立された道観（道教寺院）。当時は碧落観と称した。高宗は龍興宮と改名した。宋の太祖がここに滞在したため、龍興寺と改名された。清の乾隆49年（1784年）は寺院を重修した。
1991年、当寺の地下で「荀子故里」の石の額を発見した。2006年、中華人民共和国国務院は仏寺を全国重点文物保護単位に認定した。

## 伽藍
大雄宝殿（本堂）、関公殿、娘娘殿、韋駄楼、龍興宝塔。